# Calymperes erosum
Calymperes erosum är en bladmossart som beskrevs av C. Müller 1848. Calymperes erosum ingår i släktet Calymperes och familjen Calymperaceae. Inga underarter finns listade i Catalogue of Life.